# Бествиг
Бествиг (њем. Bestwig) општина је у њемачкој савезној држави Северна Рајна-Вестфалија. Једно је од 12 општинских средишта округа Хохзауерланд. Према процјени из 2010. у општини је живјело 11.380 становника. Посједује регионалну шифру (AGS) 5958008, NUTS (DEA57) и LOCODE (DE BWG) код.

## Географски и демографски подаци
Бествиг се налази у савезној држави Северна Рајна-Вестфалија у округу Хохзауерланд. Општина се налази на надморској висини од 300 метара. Површина општине износи 69,4 km².

## Становништво
У самом мјесту је, према процјени из 2010. године, живјело 11.380 становника. Просјечна густина становништва износи 164 становника/km².